# Catherine Booth (1829-1890)
Catherine Booth, geboren als Catherine Mumford (Ashbourne, 17 januari 1829 – Clacton-on-Sea, 4 oktober 1890), was medeoprichtster van het Leger des Heils, samen met haar man William Booth. Vanwege haar invloed in het ontstaan en ontwikkeling van het Leger des Heils werd zij de 'Moeder van het Leger des Heils' genoemd.

## Biografie

### Jeugd
Catherine Booth werd geboren als Catherine Mumford in Ashbourne, Derbyshire, Engeland, in 1829 uit methodistische ouders, John Mumford en Sarah Milward. Haar vader was af en toe een lekenprediker en wagenmaker. Haar familie verhuisde later naar Boston, Lincolnshire, en woonde later in Brixton, Londen. Van jongs af aan was ze een serieus en gevoelig meisje. Ze kreeg een christelijke opvoeding en zou voor haar twaalfde al acht keer de volledige Bijbel gelezen hebben.
Catherine had in haar jeugdtijd jarenlang last van een kromming van haar wervelkolom waardoor zij weinig kon. Toch hield ze zich al bezig met maatschappelijke problemen en maakte zich vooral zorgen over de problemen van alcoholisme. Al als jong meisje werkte ze als secretaris van de plaatselijke Temperance Society – een beweging tegen (overmatig) alcoholgebruik – en schreef ze artikelen voor een tijdschrift over matigheid. Catherine was lid van de plaatselijke Band of Hope (een christelijke liefdadigheidsinstelling) en een aanhanger van de nationale Temperance Society.

### Huwelijk met William Booth
In 1850 was er een splitsing in de Methodistenkerk tussen de Methodist Reformers en de Wesleyaanse Methodisten. Toen Catherine in 1850 weigerde Methodist Reformers te veroordelen, verdreven de Wesleyaanse Methodisten haar. Dit had als gevolg dat ze moest stoppen als verantwoordelijke voor de zondagsschool voor meisjes in Clapham. In 1851 ontmoette ze William Booth, ook een methodist met sympathie voor de Reformers en daardoor verdreven door de Wesleyaanse Methodisten.
Ze werden al snel verliefd en verloofden zich. Tijdens hun driejarige verloving schreef Catherine voortdurend bemoedigende brieven aan William terwijl hij het niet makkelijk had in zijn werk als predikant. Ze trouwden op 16 juni 1855 in de Stockwell Green Congregational Church in Londen. Hun bruiloft was heel eenvoudig, omdat ze hun tijd en geld wilden gebruiken voor zijn bediening. Zelfs op hun huwelijksreis werd William gevraagd om in kerkdiensten te spreken.
De Booths kregen acht kinderen: Bramwell, Ballington, Kate, Emma, Herbert, Marie, Evangeline en Lucy Booth, en waren toegewijd om hen een degelijke christelijke opvoeding te geven. Twee van hun kinderen, Bramwell en Evangeline, werden later generaals van het Leger des Heils.

### Bediening

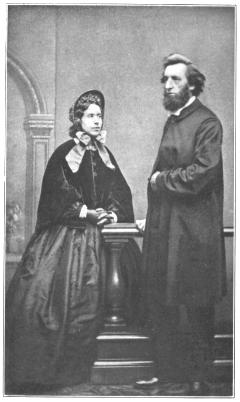
Catherine en William Booth.

Catherine begon actiever te worden in het werk van de kerk in Brighouse. Hoewel ze erg nerveus was, genoot ze van het werken met jonge mensen en vond ze de moed om te spreken in kinderbijeenkomsten. Met aanmoediging van haar man William schreef Catherine in 1859 een pamflet, Female Ministry: Woman's Right to Preach the Gospel ('De bediening door vrouwen het recht van de vrouw om het evangelie te verkondigen'). Ze schreef dit ter verdediging van de preken door de Amerikaanse prediker Phoebe Palmer. Haar prediking had grote opschudding veroorzaakt in het gebied waar de Booths woonden. Female Ministry was een kort en krachtig pamflet voor de rechten van vrouwen om het evangelie te prediken. Het pamflet beschrijft de drie belangrijke principes waarop haar overtuigingen waren gebaseerd. Ten eerste zag Catherine dat vrouwen van nature noch moreel minderwaardig zijn aan mannen. Ten tweede geloofde ze dat er geen schriftuurlijke reden was om vrouwen een openbare bediening te ontzeggen. Ten derde beweerde ze dat wat in de Bijbel staat, de Heilige Geest had verordend en gezegend en dus gerechtvaardigd moest worden. Ze klaagde dat de "onrechtvaardigde toepassing" van het advies van Paulus, "dat vrouwen in de gemeenten moeten zwijgen" (1 Korintiërs 14:34), heeft geleid tot meer verlies voor de kerk, kwaad voor de wereld en oneer voor God, dan andere fouten.
In die tijd was het ongehoord dat vrouwen spraken in bijeenkomsten voor volwassenen. Catherine Booth was ervan overtuigd dat vrouwen een gelijk recht van spreken hadden. In januari 1860, na de geboorte van hun vierde kind, in Gateshead, vroeg ze tijdens Williams preek toestemming om "een woord te zeggen". William kondigde aan dat ze die avond zou spreken. Ze getuigde van haar verlegenheid om haar roeping op te eisen. Het was het begin van een geweldige bediening, omdat mensen enorm werden aangesproken en aangespoord door haar prediking.
Ze werd een partner in het werk van haar man en vond al snel haar eigen plek in de bediening als een krachtige prediker. Ze sprak ook met mensen thuis, vooral met alcoholisten, die ze hielp een nieuwe start in hun leven te maken. Vaak hield ze huissamenkomsten voor bekeerlingen. Ze begon uiteindelijk haar eigen campagnes te houden. Velen zijn het erover eens dat geen enkele man van haar tijd, inclusief haar eigen man, haar overtrof in populariteit of geestelijke resultaten.
Catherine Booth was welbespraakt en overtuigend in zowel haar spreken als schrijven. Haar publicaties waren logisch geschreven. Meer dan twintig jaar verdedigde zij het recht van vrouwen om het evangelie onder dezelfde voorwaarden als mannen te prediken. Aanvankelijk deelden Catherine en haar man hun bediening als reizende evangelisten, maar toen werd zij een veelgevraagd prediker, vooral onder de welgestelden. Een vrouwelijke prediker was in die tijd een zeldzaam fenomeen in een wereld waar vrouwen überhaupt weinig burgerrechten hadden en geen plaats hadden in beroepsmaatschappij. Catherine Booth was zowel een vrouw als een fijne prediker, een combinatie die grote aantallen mensen aantrok om naar haar te luisteren hoe zij verkondigde over de waarde van de bediening door vrouwen.
Catherine lobbyde onder meer bij koningin Victoria om wetgeving te maken om vrouwen te beschermen, door bij het parlement een wetsvoorstel in te dienen voor de bescherming van meisjes.

### Het Leger des Heils
Catherine en haar man begonnen het werk van de christelijke zending 1865 in East End in Londen. William predikte tot de armen en daklozen en Catherine sprak tot de rijken en kreeg financiële steun om de hoge kosten van hun bediening te dekken.
Catherine Booth organiseerde Food for the Million-winkels waar de armen een goedkope maaltijd konden kopen en met Kerstmis werden honderden maaltijden uitgedeeld aan de behoeftigen.
In 1878 werd de naam van hun organisatie het Leger des Heils en William Booth werd de Generaal genoemd en Catherine stond bekend als de 'Moeder van het Leger des Heils'. Ze steunde veel van de veranderingen in de nieuwe organisatie, ontwierp de vlag en mutsen voor de dames en droeg bij aan de ideeën van het leger over veel belangrijke kwesties en geloofszaken.
The Booths huurden een kleine villa, Crossley House, in Clacton-on-Sea, met uitzicht op zee waar ze dol op was. In dit huis overleed Catherine Booth op 61-jarige leeftijd aan borstkanker. Ze is begraven met haar man in Abney Park Cemetery, Londen. Vervolgens werd Crossley House nagelaten aan mensen met een verstandelijke beperking en heeft het vele zomervakanties verzorgd totdat het in 2005 werd verkocht aan projectontwikkelaars.

## Nalatenschap

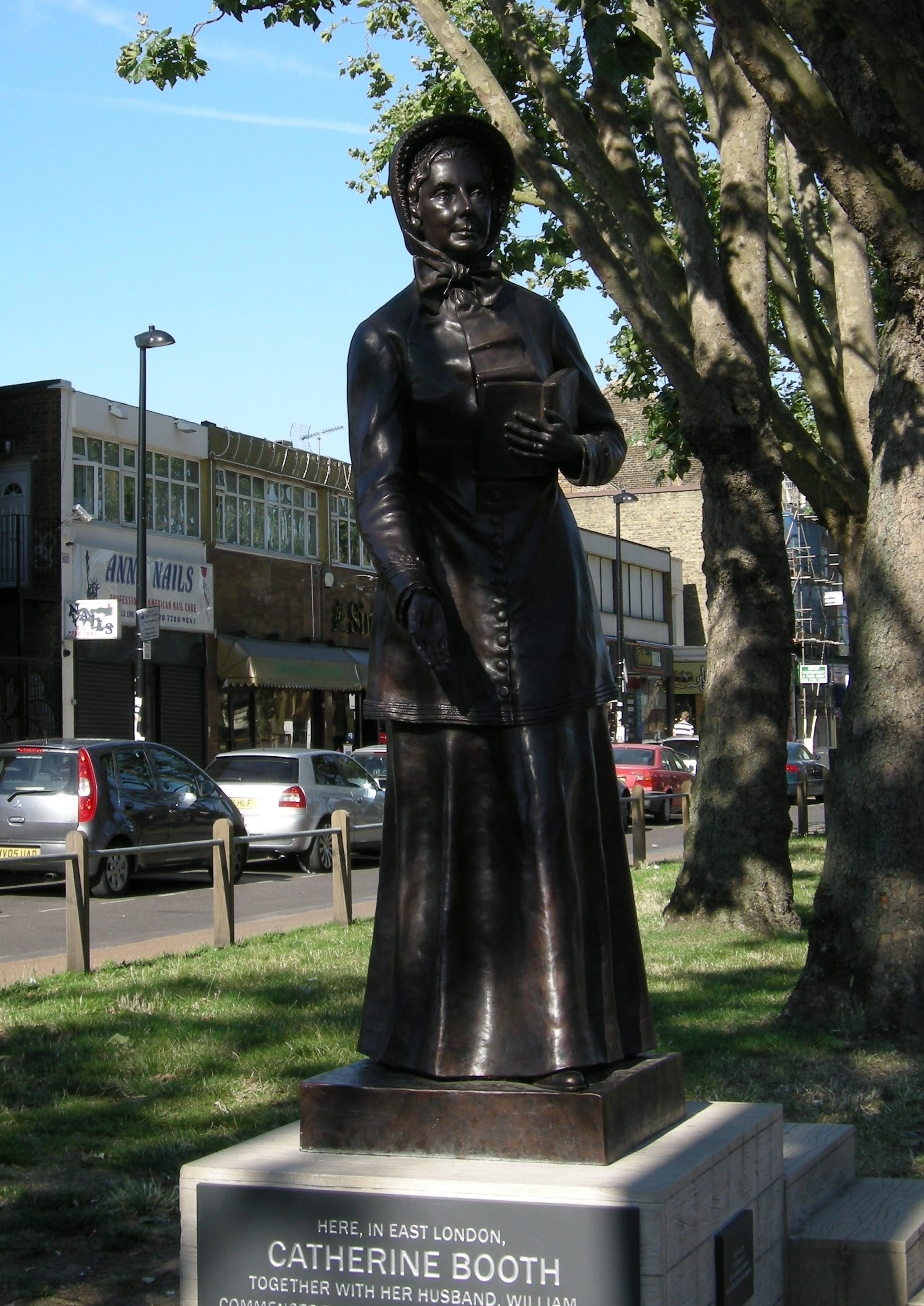
Standbeeld van Catherine Booth in de Mile End Road, Londen, dicht bij de plaats van de eerste bijeenkomst van het Leger des Heils. Het beeld werd in 2015 geschonken door de vrouwen van het Leger des Heils in de Verenigde Staten ter gelegenheid van het 150-jarig jubileum van het leger.

- Catherine Booth Hospital (CBH) is een ziekenhuis en verpleegschool gerund door het Leger des Heils in Nagercoil, Kanyakumari, Tamil Nadu, India.
- Catherine Booth House is een veilige opvang voor huiselijk geweld in de omgeving van Seattle/King County. CBH wordt beheerd door het Leger des Heils en helpt sinds 1976 mishandelde vrouwen en hun kinderen.
- Catherine Booth Child Development Center is een kleuterschool in Cincinnati, Ohio.
- Standbeelden van William en Catherine Booth door George Edward Wade werden in 1929 geplaatst op Champion Hill, naast de opleidingsschool van het Leger des Heils in Londen.
- Replica's van de standbeelden van Wade staan in de Mile End Road, Londen, dicht bij de plaats van de eerste bijeenkomst van het Leger des Heils. Het standbeeld van William werd onthuld in 1979 en die van Catherine in 2015.
- Catherine Booth House is een woon- en ondersteuningseenheid voor kwetsbare gezinnen en moeders in Portsmouth, Engeland.
- Het Catherine Booth-ziekenhuis in Montreal is sinds 1973 een revalidatiecentrum. Daarvoor was het vanaf 1925 een kraamkliniek en daarvoor een opvanghuis voor vrouwen (opgericht in 1890).
- Catherine en haar man William worden herdacht door de Church of England op 20 augustus.

## Trivia
- William en Catherine en hun zoon Bramwell en schoondochter Florence waren allen vegetariër.

## Werken
- Practical Religion (1878)
- Godliness (1881)
- Aggressive Christianity (1883)
- Life and Death (1883)
- Highway of our God (1886)
- Popular Christianity (1887)
- Life of Catherine Booth: The Mother of the Salvation Army (1892)
- Female Teaching